# Baghala ghatogh
Le baghala ghatogh, ou baghali ghatogh (en persan : باقلا قاتوق), est un plat de la cuisine iranienne, plus particulièrement du nord de l'Iran, préparé à partir de fèves, d’œufs et d'aneth. Il est généralement servi avec du riz et assaisonné avec du sel, du poivre, du curcuma et de l'ail,.